# Hervararkviða
Hervararkviða er et gammelt nordisk digt fra Hervarar saga, der nogle gange også er inkluderet i Ældre Edda.
Digtet handler om skjoldmøen Hervor og hendes besøg hos sin fades Angantyrs spøgelse ved hans gravhøj. Hun beordre ham er give hendes arvestykke, der forbandede sværd Tyrfing.
Den franske poet Leconte de Lisle brugte Hervararkviða, da han skrev digtet L’Épée d’Angantyr ("Angantyrs sværd").